# حكومة ناظم عكاري
الحكومة اللبنانية الثالثة عشر بعد الاستقلال، والثالثة عشر بعهد الرئيس بشارة الخوري، وهي الحكومة الوحيدة التي ترأسها ناظم عكاري. شكلت الحكومة بموجب المرسوم رقم 9416 تاريخ 9 أيلول / سبتمبر 1952 واستقالت بتاريخ 14 أيلول / سبتمبر 1952، ولم تمثل أمام المجلس النيابي لأخذ الثقة، وقد تكونت الحكومة من 3 وزراء.

## أعضاء الحكومة
- ناظم عكاري رئيساً لمجلس الوزراء ووزيراً للأنباء ووزيراً للخارجية ووزيراً للداخلية ووزيراً للدفاع ووزيراً للزراعة.
- باسيل طراد نائباً لرئيس مجلس الوزراء ووزيراً للأشغال العامة ووزيراً للاقتصاد الوطني ووزيراً للتربية الوطنية ووزيراً للصحة.
- موسى مبارك وزيراً للبرق والبريد ووزيراً للشئون الاجتماعية ووزيراً للعدلية ووزيراً للمالية.

## وصلات خارجية
- موقع رئاسة مجلس الوزراء الرسمي